# Абдулай Фай
Абдулай Дьянь-Фай (фр. Abdoulaye Diagne-Faye, нар. 26 лютого 1978, Дакар) — сенегальський футболіст, що грав на позиції захисника.
Виступав, зокрема, за клуби «Ланс» та «Сток Сіті», а також національну збірну Сенегалу.

## Клубна кар'єра
У дорослому футболі дебютував 1999 року виступами за команду «АСЕК Ндіамбур», в якій провів два сезони, взявши участь у 59 матчах чемпіонату. Згодом протягом 2001—2002 років захищав кольори іншого місцевого клубу «Жанна д'Арк», де він виграв чемпіонат Сенегалу у своєму єдиному сезоні. 
Влітку 2002 року, після перемоги в чемпіонаті, Абдулай переїхав до Франції, а його першим клубом у цій країні став «Ланс», де він став другим сенегальцем команди після Папа Буба Діопа. Фай дебютував у Лізі 1 3 серпня в матчі проти «Бастії» (1:1). На 90-й хвилині матчу він отримав червону картку. У своєму першому сезоні він провів 16 матчів («Ланс» посів 8 місце в чемпіонаті), а також 4 виступи на груповому етапі Ліги чемпіонів. У сезоні 2003/04 він також посів 8-ме місце в лізі з «Лансом», а влітку 2004 року був відданий в оренду на сезон новачку вищого дивізіону клубу «Істр». У Істрі він грав у стартовому складі, але команда посіла останнє місце й вилетіла до Ліги 2.
У 2005 році Фай відправився в однорічну оренду в англійський «Болтон Вондерерз». Він дебютував у Прем'єр-лізі 24 серпня в матчі проти «Ньюкасл Юнайтед» (2:0), вийшовши на заміну Раді Жаїді, який зазнав травми. Менеджер клубу Сем Еллардайс високо оцінив форму Фая на початку його кар'єри в «Болтоні». У грудні 2005 року Фай підписав постійний контракт з «Болтоном». Тоді ж у грудневому матчі проти «Арсеналу» (2:0) він забив свій перший гол в Англії. У наступному сезоні 2006/07 років Фай грав майже виключно як центральний захисник після відходу Брюно Н'Готті та Джаїді до «Бірмінгем Сіті». Протягом сезону він створив якісну пару з івуарійцем Абдулаєм Мейте, забезпечивши «Болтону» сильні результати.
31 серпня 2007 року Фай підписав трирічний контракт з «Ньюкасл Юнайтед», щоб приєднатися до колишнього тренера Сема Еллардайса. Сенегалець зіграв свій перший матч за «сорок» 17 вересня проти «Дербі Каунті» (0:1) і загалом провів у клубі лише один сезон, так і не ставши основним гравцем — усього за сезон виходив на поле 23 рази, забив один гол у матчі проти «Манчестер Юнайтед», який його команда програла з рахунком 1:5. У підсумку команда посіла 12-те місце у сезоні 2007/08.

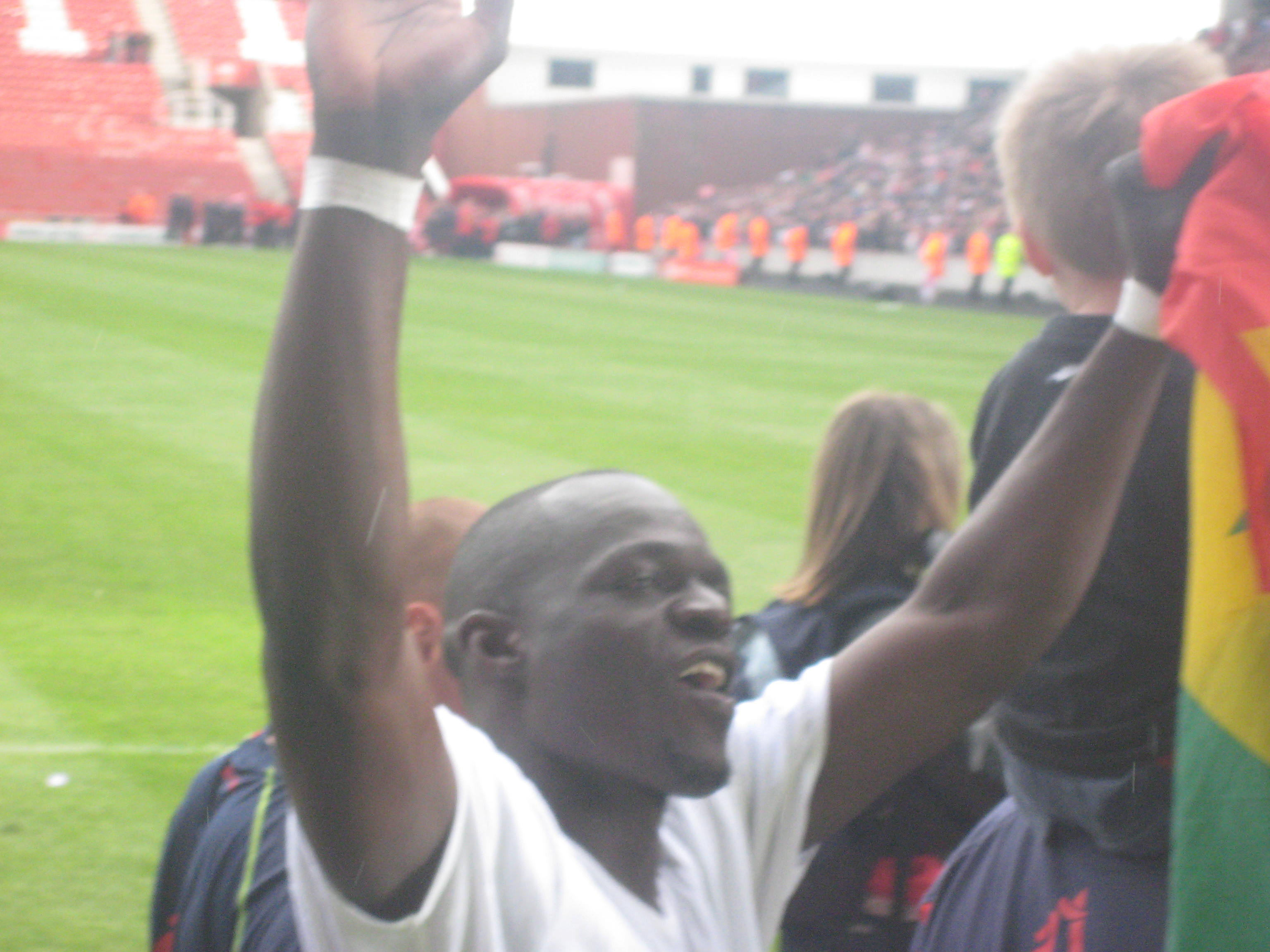
Абдулай Фай у 2008 році.

15 серпня 2008 року уклав трирічний контракт з клубом «Сток Сіті», у складі якого провів наступні три роки своєї кар'єри гравця. Вперше за «Сток» він зіграв 23 серпня проти «Астон Вілли» (3:2), а забив свій перший гол за клуб проти свого старого клубу «Ньюкасл», який відбувся на 90-й хвилині матчу, принісши нічию 2:2. Пізніше в цьому сезоні він знову забив «Ньюкаслу» в іншій грі між двома командами. Вражаючий перший сезон Фая не залишився непоміченим серед інших гравців і вболівальників «Сток Сіті», через що він отримав нагороду Гравець сезону у «Сток Сіті» як серед гравців, так і від уболівальників. Після цього сезону він отримав капітанську пов'язку на наступний сезон 2009/10. Фай провів ще один хороший сезон за «Сіті», але йому також заважали травми, і кілька разів йому доводилося залишати поле до 30-ї хвилини. В результаті менеджер Тоні П'юліс передав капітанські повноваження Раяну Шоукроссу на сезон 2010/11. Фай намагався відновити свій рівень гри протягом цього сезону, але виходив на поле ще рідше, тому в кінці сезону покинув клуб, оскільки йому не запропонували новий контракт. 
У червні 2011 року Фай на правах вільного агента перейшов у «Вест Гем Юнайтед» з Чемпіоншипу на запрошення Сема Еллардайса, з яким вже добре був знайомий по спільній роботі у двох клубах. Фай дебютував за «Вест Гем» 16 серпня 2011 року в матчі проти «Вотфорда» (4:0). Наприкінці сезону Фай залишив «Вест Гем» після того, як допоміг їм повернутися до Прем'єр-ліги.
20 липня 2012 року Фай приєднався до іншої команди Чемпіоншипу «Галл Сіті», уклавши однорічну угоду. Він дебютував за клуб 11 серпня 2012 року в матчі Кубка ліги проти «Ротергем Юнайтед». Наприкінці сезону 2012/13 він піднявся до Прем'єр-ліги з «Галлом», але там наступного року зіграв лише три матчі чемпіонату, а клуб вперше у своїй історії дійшов до фіналу Кубка Англії, однак Фай залишився на лаві запасних у півфіналі та не потрапив до заявки на фінал кубка. В результаті 36-річний Фай був покинув «тигрів» в кінці сезону 2013/14.
Завершив ігрову кар'єру в малайзійській команді «Сабах», за яку виступав протягом 2014—2015 років.

## Виступи за збірну
2004 року дебютував в офіційних матчах у складі національної збірної Сенегалу.
У складі збірної був учасником Кубка африканських націй 2004 року у Тунісі, Кубка африканських націй 2006 року в Єгипті та Кубка африканських націй 2008 року у Гані.
Загалом протягом кар'єри в національній команді, яка тривала 7 років, провів у її формі 37 матчів, забивши 2 голи.